# 姜秀珍
姜秀珍（カン・スジン、강수진、 1967年4月24日～）は、大韓民国のバレリーナである。本貫は晋州姜氏。

## 経歴
身長は167cmで体重は49kgで、彼女は現在、ドイツのシュトゥットガルトバレエ団の首席バレリーナであり、ドイツの無形文化財として登載されている。2013年、大韓民国国立バレエ団の新任団長に内定され、 2014年2月から任期を開始した。

## キャリア
- 1979年　仙和芸術中学校入学、バレエ専攻
- 1982年　仙和芸術高校入学、バレエ専攻
- 1982年　モナコ王立バレエ学校留学
- 1986年　シュトゥットガルトバレエ団入団[4]
- 1997年 シュトゥットガルトバレエダンシニアバレリーナ
- 2002年 シュトゥットガルトバレエ団終身会員
- 2007年 バーデンヴュルテンベルク州政府宮廷ダンサー
- 2014年大韓民国国立バレエ団7大団長

## 受賞
- 1985年 スイスローザンヌコンクール1位入賞
- 1998年 韓国今日の若い芸術家賞(오늘의 젊은 예술가상)
- 1999年 ブノワ賞 - 東洋人初
- 1999年 大韓民国保管文化勲章(보관문화훈장)
- 2001年 湖岩賞芸術賞(호암상 예술상)

## 関連書籍
- 「나는 내일을 기다리지 않는다」, 강수진 저, 인플루엔셜, 2013

## その他
奇形的に変わってしまった彼女の足を撮影した写真がインターネットに公開、配布されてバレエに関心がなかった一般人にまでカン・スジンの名前が広く知られた。 